# Ahl al-Bayt

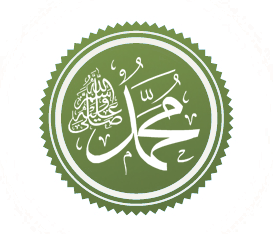
Calligrafia di Maometto, il capostipite delle casata

Ahl al-Bayt (in arabo أهل البيْت‎?; "Gente del Casato di Maometto") furono, fin dalla seconda metà del VII secolo, i parenti convertiti e i discendenti del profeta Maometto.
Al contrario di quanto generalmente si crede, a determinare la parentela non fu inizialmente nell'Islam la discendenza di Maometto attraverso sua figlia Fatima bint Muhammad bensì quella attraverso suo cugino ʿAlī b. Abī Tālib che, per agnazione, vantava lo stesso sangue del Profeta (e, come lui, i suoi zii, fra cui al-ʿAbbās b. ʿAbd al-Muṭṭalib che sarà l'eponimo della dinastia califfale che regnerà fra il 750 e il 1258 a Baghdad e Sāmarrāʾ).
Il fatto che 'Alī avesse sposato la figlia di suo cugino costituiva un di più, importante finché si vuole, ma non essenziale.
Di conseguenza all'Ahl al-Bayt appartenevano in origine non solo i figli di ʿAlī e di Fāṭima ma anche i figli dei fratelli di ʿAlī: Jaʿar ibn Abī Ṭālib e ʿAqīl ibn Abī Ṭālib, gli altri figli di ʿAlī, Muhammad ibn al-Hanafiyya e ʿUmar, avuto quest'ultimo da Umm Habīb bint Rabīʿa dei Banu Taghlib o, appunto, gli Abbasidi discendenti del padre di ʿAlī (zio di Maometto), al-ʿAbbās.
Con l'andar del tempo e le manifestazioni dell'opposizione alide, sia con al-Ḥasan b. ʿAlī, sia con al-Ḥusayn b. ʿAlī, l'espressione acquistò con l'andar del tempo valori spirituali sempre più accentuati e persino di sapore messianico.
Altri termini che si sono poi usati per indicare la discendenza del Profeta sono ashrāf (al singolare sharīf, a volte reso in italiano con "sceriffo") e sādāt (sing. sayyid).